# Sagalaw Abdulbekowitsch Abdulbekow
Sagalaw Abdulbekowitsch Abdulbekow (russisch Загалав Абдулбекович Абдулбеков; * 29. Dezember 1945 in Karata, Dagestan) ist ein ehemaliger sowjetischer Ringer. Er wurde 1972 Olympiasieger im freien Stil in der Gewichtsklasse bis 62 Kilogramm, dem Federgewicht. 1971 und 1973 war er in dieser Gewichtsklasse Weltmeister.

## Karriere
Sagalaw Abdulbekow gewann 1966 und 1968 den sowjetischen Meistertitel im Federgewicht. Im März 1969 gewann er seine erste internationale Medaille. Bei den Weltmeisterschaften in Mar del Plata erreichte er den dritten Platz hinter dem Japaner Tekeo Morita und dem Iraner Shamseddin Seyed Abbasi. Nach dem Gewinn seines dritten sowjetischen Meistertitels nahm er im September 1969 an den Europameisterschaften in Sofia teil. Hinter dem Bulgaren Enju Todorow und dem Rumänen Petre Coman wurde Abdulkbekow auch hier Dritter.
1970 belegte Abdulbekow den dritten Platz bei den sowjetischen Meisterschaften und nahm nicht an internationalen Meisterschaften teil. 1971 wurde er erneut Dritter der sowjetischen Meisterschaften, gewann aber den Titel bei der Völker-Spartakiade. Bei den Weltmeisterschaften 1971 in Sofia errang er den Titel vor dem Iraner Shamseddin Seyed Abbasi und dem Japaner Kiyoshi Abe. 1972 bei den Olympischen Spielen in München gewann er seine ersten vier Wettkämpfe und hatte in der fünften Runde ein Freilos. Mit einem Unentschieden gegen den Bulgaren Iwan Krastew und einem Schultersieg über den Türken Vehbi Akdağ errang Abdulbekow die Goldmedaille vor Akdağ und Krastew. Abdulbekow war der erste Olympiasieger aus Dagestan.
1973 bei den Europameisterschaften in Lausanne siegte der Bulgare Iwan Jankow, dahinter erkämpfte Abdulbekow die Silbermedaille vor Vehbi Akdağ. Im Juni 1973 gewann Abdulbekow seinen vierten sowjetischen Meistertitel. Bei den Weltmeisterschaften in Teheran errang Abdulbekow wie 1971 die Goldmedaille. Zweiter wurde Karl-Heinz Stahr aus der DDR vor dem Iraner Mohammadreza Navaei. Seine letzte internationale Medaille erkämpfte Abdulbekow bei den Europameisterschaften 1975 in Ludwigshafen. Hinter dem Bulgaren Iwan Jankow und Helmut Strumpf aus der DDR wurde er noch einmal Dritter.
Der 1,60 Meter große Abdulbekow wurde nach seiner Karriere Trainer. Von 1974 bis 1980 war er Trainer der sowjetischen Freistilnationalmannschaft. 2018 wurde er als Ringerlegende in die FILA International Wrestling Hall of Fame aufgenommen.